# Chiasmocleis carvalhoi
Chiasmocleis carvalhoi е вид жаба от семейство Тесноусти жаби (Microhylidae). Видът е застрашен от изчезване.

## Разпространение
Разпространен е в Бразилия.

## Описание
Популацията на вида е намаляваща.